# La Belle au bois dormant (film, 1959)
Pour les articles homonymes, voir La Belle au bois dormant (homonymie).
Vous lisez un « article de qualité » labellisé en 2011.  Il fait partie d'un « thème de qualité ».
Série Classiques d'animation Disney
La Belle et le Clochard
(1955) Les 101 Dalmatiens
(1961)
Pour plus de détails, voir Fiche technique et Distribution.
La Belle au bois dormant (Sleeping Beauty) est le 20e long-métrage d'animation et le 16e « Classique d'animation » des studios Disney. Sorti en 1959, il est adapté des versions du conte La Belle au bois dormant de Charles Perrault (1697) et des frères Grimm (Dornröschen, 1812).
Avec La Belle au bois dormant, le studio Disney reprend des ingrédients de la recette lui ayant assuré le succès de Blanche-Neige et les Sept Nains (1937) et Cendrillon (1950) mais, malgré une indéniable qualité technique, le succès n'est pas au rendez-vous. Le public de la fin des années 1950 préfère les films familiaux, les westerns et les productions télévisuelles comme Disneyland et The Mickey Mouse Club. Graphiquement, le film est remarqué pour ses décors évoquant le gothique et les enluminures des Très Riches Heures du duc de Berry. Le personnage de la méchante sorcière, Maléfique, est, pour de nombreux auteurs, l'élément le plus marquant du film, que ce soit sa tenue, sa personnalité ou sa métamorphose en dragon. Celui du Prince charmant est également apprécié, avec un rôle plus développé que les incarnations des précédents contes de fées adaptés par le studio.
Du fait de son insuccès, Walt Disney laisse de côté les contes de fée pour se consacrer à d'autres projets. Il faudra attendre trente ans pour que les studios mettent de nouveau en avant une histoire mettant en scène une princesse, avec la sortie de La Petite Sirène en 1989.
Un remake en prises de vue réelles a été réalisé en 2014, Maléfique avec Angelina Jolie dans le rôle de Maléfique et Elle Fanning dans celui de la princesse Aurore.

## Synopsis
Un livre de contes intitulé La Belle au bois dormant s'ouvre et une voix entame la narration du conte. Dans un lointain pays imaginaire, au XIVe siècle, le roi Stéphane et sa femme, la reine Oriane, rêvent d'avoir un enfant. Un jour enfin, leur rêve se réalise, et ils prénomment leur petite fille « Aurore ». Ils organisent alors une fête à laquelle sont conviés tous les habitants du royaume. Hubert, le roi d'une contrée voisine, se joint à l'assistance, et leur présente son jeune fils, le prince Philippe. Soudain, trois marraines-fées apparaissent. Elles sont venues offrir chacune un don à la petite princesse Aurore : Flora, à la robe rose ou rouge, la dote d'une beauté incomparable ; Pâquerette, à la robe verte, la dote d'une voix mélodieuse. Quand Pimprenelle, à la robe bleue, s'apprête à formuler son don, un grand souffle de vent se fait entendre. Un éclair zèbre la salle du trône, et Maléfique, la terrifiante et méchante sorcière du Mal, fait son apparition, vite rejointe par son fidèle corbeau. Pleine de rancune de ne pas avoir été invitée à la fête, elle se venge de cet affront en jetant un mauvais sort à la petite princesse Aurore : en grandissant, elle deviendra gracieuse et belle, et aura pour elle l'amour et la dévotion de chacun. Mais, avant le jour de ses seize ans, elle se piquera le doigt au fuseau d'un rouet, et en mourra. Pimprenelle (ou Bénévole), qui ne peut conjurer totalement le mauvais sort, l'adoucit. Au lieu de mourir, la princesse Aurore tombera dans un profond sommeil d'où seul le baiser d'un prince pourra la tirer.
Le roi fait brûler tous les rouets du royaume, mais pour mieux encore protéger la princesse, il accepte la proposition des trois fées de l'emmener loin du château. Elles s'installent dans une chaumière au milieu d'une forêt et commencent à élever la princesse qu'elles renomment Églantine. Loin de la vie de château, le temps passe pour la jeune fille qui approche des 16 ans tandis que Flora, Pâquerette et Pimprenelle essaient de vivre sans utiliser leurs baguettes magiques.
Un jour, dans la forêt, Églantine croise la route d'un cavalier, le prince Philippe sur son destrier nommé Samson. Les deux jeunes gens tombent alors amoureux. Pendant ce temps, les trois fées profitent de l'absence de leur filleule pour ressortir leurs baguettes, mais elles finissent par se disputer, provoquant des effets lumineux magiques qui attirent l'attention du corbeau de Maléfique, qui survolait la forêt. Il découvre ainsi où se trouve la princesse, information qu'il rapporte aux oreilles de sa maîtresse.
Quand Églantine rentre et raconte sa rencontre avec le beau jeune homme dans la forêt, les trois fées ne peuvent plus lui cacher la vérité. Contre son gré, Aurore se rend au château de ses parents accompagnée de ses trois marraines. Attristée, elle reste seule dans sa chambre où une étrange sphère lumineuse la fascine et l'attire vers l'une des tours. Elle y découvre un rouet et se pique à la pointe de la quenouille, sombrant instantanément dans un profond sommeil sous les yeux de ses marraines qui l'avaient suivie. Ne pouvant se résoudre à annoncer ce terrible événement au roi Stéphane, elles décident de plonger le château entier dans le même sommeil, jusqu'au réveil de la princesse. Flora, Pâquerette et Pimprenelle découvrent alors que le Prince est, selon son père, tombé amoureux d'une paysanne, en qui elles reconnaissent la princesse. Les trois fées décident d'aller à la rencontre de Philippe au lieu de rendez-vous donné par Églantine, mais elles y découvrent malheureusement que le Prince a été enlevé.
Maléfique fait emprisonner le Prince dans son château sur la Montagne interdite. Les trois fées retrouvent le Prince, le libèrent et l'arment d'une épée de vérité et d'un bouclier de vertu. Il s'échappe et combat alors Maléfique qui se métamorphose en dragon. Philippe, avec l'aide de la magie de Flora , parvient à transpercer le cœur du dragon avec son épée, tuant Maléfique sur le coup. Philippe galope alors vers le château et embrasse Aurore qui se réveille. Le château et ses occupants reviennent à la vie, Aurore retrouve ses parents et un grand bal est organisé pour le mariage du Prince Philippe et de la Princesse Aurore, qui vivront heureux pour toujours.

## Fiche technique
- Titre original : Sleeping Beauty
- Titre français : La Belle au bois dormant
- Réalisation : Clyde Geronimi,  assisté de Les Clark, Eric Larson et Wolfgang Reitherman
- Scénario : Erdman Penner, assisté de Joe Rinaldi, Winston Hibler, Bill Peet, Ted Sears, Ralph Wright et Milt Banta d'après Charles Perrault et les Frères Grimm
- Conception graphique :
  - Direction artistique : Don DaGradi et Ken Anderson
  - Couleur et Stylisme : Eyvind Earle
  - Conception des personnages : Tom Oreb
  - Cadrage (Layout) : McLaren Stewart, Tom Codrick, Don Griffith, Erni Nordli, Basil Davidovich, Victor Haboush, Joe Hale, Homer Jonas, Jack Huber et Ray Aragon[1]
  - Décors : Frank Armitage, Thelma Witmer, Al Dempster, Walt Peregoy, Bill Layne, Ralph Hulett, Dick Anthony, Fil Mottola, Richard H. Thomas et Anthony Rizzo
- Animation :
  - Supervision : Milt Kahl, Frank Thomas, Ollie Johnston, Marc Davis et John Lounsbery
  - Animation des personnages : Hal King, Hal Ambro, Don Lusk, Blaine Gibson, John Sibley, Bob Carlson, Ken Hultgren, Harvey Toombs, Fred Kopietz, George Nicholas, Bob Youngquist, Eric Cleworth, Henry Tanous, John Kennedy et Ken O'Brien
  - Effets d'animation : Dan McManus, Joshua Meador, Jack Boyd et Jack Buckley
  - Assistant animateur et intervalliste (non crédité): Rolly Crump[2], Don Bluth[3]
- Effets spéciaux : Ub Iwerks et Eustace Lycett
- Son : Robert O. Cook (supervision)
- Montage : Donald Halliday et Roy M. Brewer Jr.
- Musique : George Bruns d'après le ballet de Piotr Ilitch Tchaïkovski, La Belle au bois dormant
  - Orchestration : Franklyn Marks (non crédité)
  - Chansons[4] : Sammy Fain et Jack Lawrence (Once Upon a Dream); Tom Adair et George Bruns (Hail to the Princess Aurora); Winston Hibler, Ted Sears et George Bruns (I Wonder); Tom Adair, Erdman Penner et George Bruns (Skumps); Tom Adair et George Bruns (Sleeping Beauty Song)
  - Arrangements vocaux : John Rarig
  - Montage musical : Evelyn Kennedy
- Budget : 6 millions USD
- Production : Ken Peterson
- Société de production : Walt Disney Pictures
- Société de distribution : Buena Vista Pictures Distribution
- Pays d'origine :  États-Unis
- Langue originale : anglais
- Format : Couleurs - Son stéréo pistes magnétiques (1959)
  - 70 mm (Super Technirama 70) - 2,55:1 [5]
  - 35 mm  - 2,35:1
- Durée : 75 minutes
- Dates de sortie : 
  - États-Unis : 29 janvier 1959
  - France : 16 décembre 1959

Sauf mention contraire, les informations proviennent des sources suivantes : Leonard Maltin, IMDb, Pierre Lambert,, John Grant et Jerry Beck

## Distribution

### Voix originales
- Mary Costa : Princess Aurora/Briar Rose (la princesse Aurore/Rose)
- Bill Shirley : Prince Phillip (le prince Philippe)
- Eleanor Audley : Maleficent (Maléfique)
- Verna Felton : Flora
- Barbara Jo Allen : Fauna (Pâquerette)
- Barbara Luddy : Merryweather (Pimprenelle)
- Taylor Holmes : King Stefan (le roi Stéphane)
- Bill Thompson : King Hubert (le roi Hubert)
- Bill Amsbery : Maleficent's goon (sbire de Maléfique)
- Candy Candido : Maleficent's goon (sbire de Maléfique)
- Pinto Colvig : Maleficent's goon (sbire de Maléfique)
- Dal McKennon : Owl (Hibou)
- Marvin Miller : Narrator (Narrateur)
- Thurl Ravenscroft : Singer (Chanteur)

### Voix françaises

#### 1erdoublage(1959)
- Irène Valois : la princesse Aurore / Églantine
- Huguette Boulangeot : la princesse Aurore / Églantine (chant)
- Guy Severyns : le prince Philippe
- Jeanne Dorival : Maléfique
- Henriette Marion : Flora
- Colette Adam : Pâquerette
- Jacqueline Ferrière : Pimprenelle
- Jacques Berlioz : le roi Stéphane
- Raymond Rognoni : le roi Hubert

#### 2edoublage(1981)
- Janine Forney : la princesse Aurore / Rose
- Danielle Licari : la princesse Aurore / Rose (chant)
- Guy Chapellier : le prince Philippe
- Sylvie Moreau : Maléfique
- Paule Emanuele : Flora
- Marie-Christine Darah : Pâquerette
- Jeanine Freson : Pimprenelle
- René Bériard : le roi Stéphane
- Roger Carel : le roi Hubert
- Hubert Noël : le narrateur

Sources : Pierre Lambert et carton DVD

## Distinctions

### Nominations
- Grammy Awards 1959 : Meilleure bande originale cinéma ou télévision
- Oscars 1960 : Meilleure musique pour un film musical
- Young Artist Awards 1980 : « Best Musical Entertainment Featuring Youth - TV or Motion Picture »

## Sorties cinéma
Sauf mention contraire, les informations suivantes sont issues de l'Internet Movie Database.

### Premières nationales
- États-Unis : 29 janvier 1959
- Argentine : 9 juillet 1959
- Royaume-Uni : 29 juillet 1959
- Australie : 10 septembre 1959
- Allemagne de l'Ouest : 30 octobre 1959
- Italie : 1er décembre 1959
- France : 16 décembre 1959
- Finlande : 18 décembre 1959
- Suède : 19 décembre 1959
- Mexique : 24 décembre 1959
- Pays-Bas : 25 décembre 1959
- Danemark, Norvège : 26 décembre 1959
- Japon : 23 juillet 1960
- Espagne : 3 octobre 1960
- République démocratique allemande : 10 octobre 1969
- Pologne : 1962
- Koweït : 24 mai 1999

### Ressorties principales
- États-Unis : 10 juin 1970, 28 septembre 1979, 7 mars 1986, 1995, 22 août 2002
- Italie : 3 octobre 1969, 24 mars 1989
- France : 15 avril 1971[12], 25 mars 1981, 19 mai 1982[12], 24 juin 1987[12], 28 juin 1995
- Finlande : 22 décembre 1972, 18 août 1995
- Allemagne de l'ouest : 16 juin 1977
- Japon : 21 juillet 1984, 9 juillet 1988, 16 décembre 1995
- Danemark : 4 août 1995
- Pologne: 18 août 1995
- Allemagne : 24 août 1995
- Suède : 8 septembre 1995
- Pays-Bas : 12 octobre 1995

## Sorties vidéo
- 14 octobre 1986 - VHS et Betamax (Quebec et Etats-Unis) avec recadrage 4/3 - 2e doublage
- 1988 - VHS avec recadrage 4/3/plein écran - 2e doublage
- 4 avril 1996 - VHS avec recadrage 4/3 et image restaurée - 2e doublage
- 1997 - LaserDisc au format 2,35:1 (35 mm) - 2e doublage
- 16 septembre 1997 - VHS (Quebec et Etats-Unis) avec recadrage 4/3 - 2e doublage
- 1999 - VHS avec recadrage 4/3 et image restaurée - 2e doublage
- 23 octobre 2001 - DVD au format 2,35:1 (35 mm) et restauration numérique - 2e doublage
- 23 avril 2002 - VHS avec recadrage 4/3 et restauration numérique - 2e doublage
- 24 avril 2002 - Double DVD Collector au format 2,35:1 (35 mm) et restauration numérique - 2e doublage
- 26 novembre 2008 - DVD et Blu-Ray au format cinémascope d'origine 2,55:1 (70 mm), son 7.1 en HD - 2e doublage

## Origine et production
Pour le studio Disney, la période 1940-1950 est marquée par une grève des employés, par la Seconde Guerre mondiale et par leurs conséquences, notamment la production de films compilant plusieurs séquences (voir Studios Disney de 1941 à 1950). En 1946, le projet Cendrillon est lancé afin de reprendre la production des longs métrages d'animation. La sortie du film Cendrillon en février 1950 est un succès qui confirme le « retour du studio Disney après plusieurs années de vaches maigres ».
Au début des années 1950, le studio revient donc à la transposition de contes pour enfants en longs métrages d'animation et choisit d'adapter La Belle au bois dormant. Ce projet marque ainsi le retour de Disney aux contes de fées, et aux sources européennes.

### Premiers scénarios et premières difficultés
Fort du succès de Cendrillon, Walt Disney décide de faire de La Belle au bois dormant son chef-d'œuvre,,. Pierre Lambert indique que c'est quelques mois avant la sortie de Cendrillon qu'il lance le projet. Michael Barrier, citant Dodie Smith, qui vient d'autoriser l'adaptation de son roman sous le titre Les 101 Dalmatiens, qualifie La Belle au bois dormant de « plus ambitieux long métrage d'animation ». Barrier ajoute que l'œuvre devait démontrer la supériorité du style Disney face aux autres studios comme UPA.
En janvier 1950, le studio dépose le titre du film et c'est alors que démarrent les travaux préliminaires pour une adaptation du conte, d'abord à une petite échelle. La première esquisse de scénario est datée du 15 mai 1951. Une première version du scénario, écrite par Joe Rinaldi et Ed Penner, est soumise à Walt Disney en juin 1952, mais il la refuse en raison de trop nombreuses similitudes avec Blanche-Neige et Cendrillon.

#### Blanche-NeigeetCendrillonréutilisés
Walt Disney sait que la production de ce chef-d'œuvre est risquée, comme il l'avoue à Bob Thomas dans une interview principalement parce que : « Produire une autre fable bien connue comme La Belle au bois dormant est difficile car il y a des éléments que nous avons déjà utilisés dans Blanche-Neige et les Sept Nains (1937) et Cendrillon (1950). Vous devez donner à vos créateurs de nouveaux sujets pour qu'ils conservent leur enthousiasme. Vous avez un problème s'ils se posent la question Avons-nous déjà fait cela avant ? Dans ce cas, de nouvelles approches doivent être conçues. »
La difficulté réside aussi, comme pour Blanche-Neige et Cendrillon, dans l'ajout d'éléments pour étirer le conte et en faire le scénario d'un long métrage. L'équipe se pose ainsi des questions du genre « Aurore doit-elle rencontrer le prince avant ou seulement après s'être endormie ? » Mais à l'inverse de ces deux films, Disney n'avait jamais tenté d'adapter auparavant ce conte, ni avec les Laugh-O-Gram, ni les Silly Symphonies. David Koenig note que le second acte de l'histoire de Perrault est « si bizarre » et que le baiser est un élément si intense que l'équipe s'est concentrée uniquement sur le premier acte du conte, interrompant l'histoire à cette étape. Mais, à cause de ce raccourcissement, les deux personnages ne développent pas de scène romantique et le studio a dû ajouter une rencontre préalable au baiser.
L'équipe de Disney fait le choix de reprendre la notion de marraine-fée, mais réduit leur nombre à trois alors qu'il y en a sept chez Perrault et douze chez les Frères Grimm. Alors qu'elles disparaissent plus ou moins dans la suite du conte, elles participent à toute l'histoire. L'équipe décide aussi de repousser d'une année la scène de l'endormissement : Aurore se pique au fuseau à l'âge de 16 ans et non de 15, devenant ainsi un peu plus adulte. Douglas Brode note que la durée du sommeil d'Aurore, bien que définie à 100 ans dans les contes originaux, n'est pas précisée dans le film, en version originale.
Lors d'une pré-projection, les retours montrent que le film n'a pas de réel conflit manichéen, mais en emprunte tous les symboles ; finalement le public ne se sent pas impliqué. En conséquence, un scénario propose de confronter Aurore à Maléfique, les deux personnages ne croisant à aucun moment leur regard, mais il est refusé par Walt Disney car cette scène, où la jeune victime aurait été placée sans défense entre les mains du méchant, aurait été le point culminant du film, à l'instar de la mort de la mère dans Bambi (1942). Cette apothéose du film est donc remplacée par la force et le courage développés par le Prince Philippe pour sauver sa belle, à la fin du film.
Malgré le souhait affiché de ne pas se répéter, plusieurs scènes du film sont issues de versions non utilisées des précédentes productions. L'œuvre reprend des choix graphiques déjà effectués dans Blanche-Neige et Cendrillon, comme l'ouverture sur un livre de conte, qui devient une tradition chez Disney. L'introduction qui se fait par un long travelling débouchant dans le château en passant à travers la ville découle de la scène similaire du petit village dans Pinocchio (1940). Durant ce mouvement, le cortège vu de profil est constitué de cinq ou six rangs de personnes, gardes, paysans, spectateurs et porte-drapeaux que l'on peut rapprocher de certains décors de Cendrillon. Michael Barrier ajoute que des idées écartées de Blanche-Neige ont été reprises pour La Belle au bois dormant, comme la plus grande importance du prince « à la Douglas Fairbanks » et de son cheval intelligent semblable au Tony de Tom Mix. Robin Allan ajoute que la scène du prince sauvé par des oiseaux avait été conçue à l'origine pour Blanche-Neige et les Sept Nains mais non utilisée. Une autre scène de Blanche-Neige non utilisée, une scène onirique avec Blanche-Neige marchant dans les nuages, a été adaptée pour La Belle au bois dormant, Aurore dansant aux côtés du prince.
Les animateurs ont tenté de reprendre les techniques d'animation utilisées pour Blanche-Neige en les adaptant à celles des années 1950, en vigueur dans les studios Warner Bros. ou UPA et appelées animation limitée. Les premiers dessins pour le style graphique semblent avoir été ceux réalisés par Kay Nielsen vers 1952.

#### Absence de Walt Disney
Courant 1952, Disney avait prévu de sortir La Belle au bois dormant en 1955. La production en animation du film ne débute réellement qu'en juillet 1953. La production est ponctuée par de nombreux projets assez prenants pour Walt Disney, peu présent,. L'équipe chargée du projet travaille à développer le scénario jusqu'en 1954, lorsque le projet est suspendu pour deux années en raison de la conception et la construction du parc Disneyland et de la production de plusieurs émissions télévisuelles Disneyland, The Mickey Mouse Club et la série Zorro. En avril 1954, la date de sortie est repoussée à février 1957. Et même une fois le parc ouvert en juillet 1955, la société WED Entreprises, chargée de la construction et l'évolution du parc, continue de prélever au studio des employés de talent au point que l'animateur Rolly Crump se souvient qu'elle avait été comparée à une île de cannibales.
Ainsi, les animateurs attendent souvent plusieurs semaines avant de rencontrer Walt, Burny Mattinson dit même que conjugué avec la volonté de Disney de tout superviser, cela créait des problèmes. Courant 1953, Wilfred Jackson, Ted Sears et deux scénaristes avaient enregistré les dialogues et entamé l'animation pour une scène pilote d'Aurore et du Prince dansant dans la forêt, mais la scène n'a pas été validée par Disney et l'équipe a dû la reprendre durant plusieurs mois. En décembre 1953, Jackson a souffert d'une attaque cardiaque et a été remplacé par Eric Larson.
Frank Thomas évoque aussi le manque de conseils et l'impossibilité de savoir ce qu'il allait ou non apprécier. D'après le scénariste Bill Peet, Walt Disney ne l'a laissé travailler au scénario de La Belle au bois dormant que pendant quelques mois avant de le transférer sur des productions télévisuelles. Il aurait ainsi été travaillé temporairement à la publicité du beurre de cacahuètes Peter Pan, durant la production du film Peter Pan (1953) après avoir refusé de refaire une scène, demande émanant de Walt Disney lui-même.
La production reprend au début de l'année 1956. Pour ce qui est du scénario, les éléments comiques du film sont centrés autour des trois fées et de leur usage de la magie dans la forêt alors qu'elles essaient de jouer aux femmes normales éduquant la jeune Aurore. La relation entre le Roi Stéphane, le père de la Princesse Aurore, et le Roi Hubert, le père du Prince Philippe, est aussi une source de comique. Les éléments de suspense et d'horreur sont fournis par Maléfique, son corbeau domestique et ses sbires. Michael Barrier indique que, quand Walt revient au projet, il n'est pas satisfait, le budget ayant explosé au point qu'un système de quota [de production] est installé, les animateurs devant réaliser tant d'éléments par jour : 8 jeunes filles, 32 oiseaux de taille moyenne ou autant d'écureuils. En août 1957, il visionne une version finale du travail, mais plusieurs animateurs dont Dick Huemer et Harry Tytle notent que Walt semble fatigué, ne donnant que des commentaires généraux.

### Aspect artistique
Rapidement, le film devient une production d'exception avec un budget important. Mais c'est plutôt l'équipe des graphistes qui prend en charge le projet au détriment des autres équipes dont celle des scénaristes. Le style graphique est marqué par les absences de Mary Blair,, partie du studio, Dick Huemer, transféré sur les bandes dessinées True-Life Adventures ou Joe Grant, parti créer une entreprise de céramique et de carte de visites. Les artistes comme Blair, Albert Hurter et Gustaf Tenggren avaient marqué les précédentes productions mais celui qui influença le plus La Belle au bois dormant est Eyvind Earle. Ayant à la fois le rôle de directeur artistique, de créateur du style graphique et de superviseur des décors, il réalisa de nombreuses esquisses d'inspiration.
Le style artistique du film est basé sur les enluminures des Très Riches Heures du duc de Berry, mais a été surtout inspiré par les travaux préparatoires d'Eyvind Earle, aussi connu pour ses cartes postales de Noël et ses peintures. C'est à la suite de la visite d'une exposition d'art médiéval aux Cloisters de New York que John Hench, ayant apprécié la série La Chasse à la licorne,,,, et Eyvind Earle ont repris le style de ces tapisseries pour le film,. Ils ont aussi trouvé l'inspiration dans Les Très Riches Heures du duc de Berry,. Earle souhaitait donner aux scènes de forêts un aspect « gothique stylisé, simplifié. » Pour Johnston et Thomas, c'est un style plein de verticales [comme] d'anciennes tapisseries gothiques mais aussi des « dessins intriqués et une mosaïque de teintes proches et assemblées dans une gradation contrôlée. » Earle voulait que la tapisserie médiévale ressorte partout où c'était possible, du premier plan à l'arrière-plan. Ce choix a posé un problème de visibilité des personnages placés sur ces décors. Les animateurs ont résolu ce problème grâce à un système de couleurs plus claires autour de chaque personnage dans  les scènes rapprochées, donnant l'impression d'un puits de lumière qui domine la scène.
Les très nombreuses esquisses et les décors d'Eyvind Earle donnent au film un aspect de chef-d'œuvre du vitrail médiéval avec des couleurs découpées au rasoir, de longues lignes verticales et des perspectives planes ou des peintures du début de la Renaissance. Bob Thomas et Robin Allan citent plusieurs peintres de la Renaissance ayant inspiré Earle : Dürer, Brueghel, Van Eyck et Botticelli mais aussi des œuvres de l'art perse et de l'art japonais,,. Bruno Girveau note qu'Earle n'a retenu que des dégradés de vert pour les scènes de forêt. Il ajoute que les troncs et les fleurs ont été inspirés par les estampes japonaises, les artistes japonais ayant su noter le détail des feuilles des fleurs et des troncs mieux que quiconque.
La palette de couleur pour Maléfique est principalement constituée de noir ce qui pose problème car le noir, au cinéma, est une absence de couleur. Malgré la présence d'autres couleurs, les scènes avec Maléfique manquent de chaleur. Le cas de la robe paysanne de Pimprenelle est également cité par Frank Thomas et Ollie Johnston : du fait de sa teinte bleue avec un corsage noir, les scènes avec cette robe manquent de vitalité une fois les couleurs appliquées par rapport aux crayonnés. Les arrière-plans complexes et détaillés du film, la plupart peints par Frank Armitage et Eyvind Earle, ont pris en moyenne sept à dix fois plus de temps qu'un décor traditionnel, qui prend environ une journée à réaliser. Ils comportent souvent des styles techniques primitifs qui donnent aux arbres des formes carrées, aux éléments lointains une représentation par de simples traits horizontaux. Dans les autres films, les arrière-plans s'adaptent aux personnages ; dans La Belle au bois dormant, ce fut le contraire. Mais Frank Thomas indique que le style gothique avait un énorme inconvénient, son austérité le rendait impossible à mettre en œuvre pour rendre les personnages vivants.
Robin évoque des emprunts au film Henry V (1944) de Laurence Olivier et d'après des souvenirs de Frank Thomas le film anglo-italien Roméo et Juliette (1954) de Renato Castellani,. Ils ont principalement servi pour les décors extérieurs et intérieurs du château, une forme d'hommage au travail du photographe Robert Krasker comme les scènes rapprochées d'Aurore endormie similaires à celles de Susan Shentall, la Juliette dans sa crypte. Le château lui-même constitue un mélange d'inspirations très diverses. On y reconnaît par exemple des éléments de l'ancien Palais du Louvre figurant sur la page représentant le mois d'Octobre, dans Les Très Riches Heures du duc de Berry. On y retrouve aussi des influences d'artistes (en particulier des Romantiques), tels que le peintre d'histoire et de paysages allemand Carl Friedrich Lessing ; l'aquarelle Nocturnal Spires par l'illustrateur franco-britannique Edmond Dulac ; des dessins de l'écrivain et dessinateur français Victor Hugo, en particulier Le gai château (1897) ; ainsi que des dessins de l'architecte français Eugène Viollet-le-Duc. Enfin, des châteaux réels ont également servi de modèle. Par exemple, ceux bâtis pour Louis II de Bavière, roi allemand fasciné par le Moyen-Âge, en particulier Neuschwanstein.
Girveau indique que les sources d'inspirations de la maison forestière des trois fées se retrouvent dans des œuvres des peintres médiévaux européens du Nord dont La Vierge et l'Enfant dans un paysage, une huile sur bois de 1500-1520 de Jean Provost, la Vierge à l'enfant avec saints et donateurs de Hans Memling vers 1475 et le Retour de l'auberge de Pieter Brueghel le Jeune (vers 1620).

#### Choix techniques
Pour le tournage du film, Disney a choisi d'utiliser le format d'image élargi Super Technirama 70, et un système stéréophonique,. Conjugué à l'utilisation de la caméra multiplane, cela donne au film une impression de relief et une grande profondeur de champ. Le film use de quelques effets spéciaux principalement au début du film, avec les visions des fées dans des nuages ou le tourbillon cauchemardesque de Maléfique. Le studio a utilisé deux caméras multiplanes, une verticale pour réaliser les scènes dans la forêt et une autre horizontale pour la scène d'entrée du château.
Ce film est le premier à tester le procédé de transfert des crayonnés sur celluloïd inventé par Xerox,. L'idée en revient à Ken Anderson alors chargé des chiots sur Les 101 Dalmatiens (1961) et a été utilisé pour une forêt d'épineux,,. Ce procédé a ensuite été utilisé pour le court métrage Goliath II (1960) et pour Les 101 Dalmatiens (1961).
Neal Gabler indique que la production du film La Belle et le Clochard (1955) a été suspendue temporairement car l'équipe d'animateurs était trop concentrée sur des détails. Ils ont donc travaillé pendant six mois sur La Belle au bois dormant, ce qui leur aurait permis d'être plus efficaces et plus productifs pour finir La Belle et le Clochard.

#### Musique
La partition musicale est confiée à George Bruns, ayant déjà œuvré sur Fantasia (1940), mais aussi à Tom Adair, Winston Hibler, Ted Sears, Erdman Penner, Sammy Fain et Jack Lawrence qui sont principalement chargés des chansons. Il assure cette tâche alors qu'il est déjà occupé par les compositions de la série télévisée Davy Crockett. Dès le début de la production, l'équipe s'interroge sur l'utilisation de la musique du ballet original de Piotr Ilitch Tchaïkovski. Mais des thèmes nouveaux doivent être conçus pour certaines scènes. Bruns s'occupe avant tout d'arranger le ballet composé par Tchaïkosky pour l'adapter au format cinématographique. La musique de la chanson J'en ai rêvé (C'était vous dans la première VF), ainsi que la plupart des thèmes instrumentaux du film sont tirés du ballet La Belle au bois dormant de Tchaïkovski, dont un tiers a été conservé et transformé pour la musique du film.
La partition musicale du film a été interprétée par le Graunke Symphony Orchestra de Munich, et enregistrée en stéréophonie,, en 1957, en même temps que la Grand Canyon Suite de Ferde Grofé utilisée pour le film Grand Canyon (1958). La composition de l'orchestre a aussi été modifiée : celui nécessaire au ballet de Tchaïkovski comportant de nombreux « instrumentistes habiles » a été réduit et certaines scènes ont requis des instruments non prévus comme la guitare pour le toast des rois.

#### Chansons du film
- J'en ai rêvé ou C'était vous (Once Upon a Dream) (Générique de début) - Chœurs
- Douce Aurore ou Vive la Princesse Aurore (Hail to the Princess Aurora) - Chœurs
- Les Dons des fées ou À toi la beauté (The Gifts of Beauty and Song) - Chœurs
- Je voudrais ou Le Monde (I Wonder) - Aurore
- J'en ai rêvé ou C'était vous (Once Upon a Dream) (reprise) - Aurore, Philippe et chœurs
- Trinquons à ce soir ou Trinque (Skumps) - Stéphane et Hubert
- (Sleeping Beauty) - Chœurs
- J'en ai rêvé ou C'était vous (Once Upon a Dream) (reprise) - Chœurs

### Les personnages
Pour les personnages humains, le studio a cherché à être encore plus réaliste. Une des demandes de Walt Disney était « qu'ils soient le plus réaliste possible, presque de chair et de sang. » La technique inaugurée dans Blanche-Neige et les Sept Nains (1937) et utilisant un film de pré-production en noir et blanc comme support aux animateurs, a de nouveau servi pour les personnages humains de La Belle au bois dormant,. Dans le film de pré-production, Helene Stanley, Jane Fowler et Ed Kemmer ont respectivement interprété les rôles d'Aurore, de Maléfique et du prince. Helene Stanley a aussi aidé pour la fée Pimprenelle. Le choix des prénoms n'a pas été aisé, principalement pour les traducteurs comme le soulignent de nombreux auteurs. Un autre problème scénaristique concerne le très faible nombre d'informations sur Aurore/Rose, le Prince Philippe et leurs aspects assez lisses qui font que leurs scènes sont ponctuées de nombreux contrepoints, comme dans leur rencontre dans la forêt avec de nombreux animaux ou la bataille finale donnant la vedette au cheval du prince, Samson.

#### La princesse Aurore
La princesse Aurore (la « Belle au bois dormant ») est le personnage central du film et remplit trois fonctions principales : être l'objet d'une malédiction, tomber amoureuse du Prince Philippe et se piquer au fuseau d'un rouet pour s'endormir. Le personnage n'a aucune amplitude d'action sur ces trois caractéristiques. « Rose » est le pseudonyme donné à Aurore pour la cacher de Maléfique, mais c'est aussi son nom dans la version allemande de l'histoire. En revanche, dans la première version française du film, elle se nomme « Églantine », ce qui correspond à la traduction exacte de l'anglais Briar Rose, nom utilisé pour la cacher. Dans certaines traductions anglophones, elle est nommée Rosamond ou Rosamund.
Le personnage a été principalement animé par Marc Davis qui a aussi animé Cendrillon et Cruella d'Enfer,. L'actrice Helene Stanley avait servi de modèle vivant pour Cendrillon avant d'être celui d'Aurore, puis pour Anita dans Les 101 Dalmatiens (1961), donnant à ces trois personnages une certaine ressemblance. Tom Oreb modela la jeune fille en s'inspirant de l'élégance et de la taille fine de l'actrice Audrey Hepburn. Oreb s'est aussi occupé des costumes des autres personnages. C'est cependant la comédienne et cantatrice Mary Costa qui donne sa voix à Aurore.
Le personnage est physiquement plus mature que Blanche-Neige, « plus belle mais moins mignonne » selon Bob Thomas, et possède la même aptitude à communiquer avec les animaux. Graphiquement, Marc Davis a indiqué dans une interview avec A. Eisen qu'Aurore « a été conçue en deux dimensions plus qu'aucun autre personnage, […] une étape d'un certain type de films que [le studio] ne fera plus. »

#### Le prince Philippe et les rois
Le personnage du prince charmant du conte est plus développé que celui de Blanche-Neige, souvent vu comme vide, ou celui de Cendrillon qui n'a même pas de nom. Dans cette adaptation de La Belle au bois dormant, il est prénommé Philippe et, contrairement aux deux précédents princes charmants de Disney, il possède un rôle, encore mineur, mais plus large. Il est décrit comme gentil, agréable, instruit, courtois, romantique et par-dessus tout courageux. Il est un bon cavalier et possède un cheval nommé Samson, sceptique mais lui aussi courageux. Il entretient même une relation d'adolescent en rébellion contre son père, opposant l'ancienne et la nouvelle génération. Le prince et son cheval sont l'objet de plusieurs scènes comiques comme lors de l'affrontement avec le dragon. Pour Johnston et Thomas, Philippe est plus victime de Maléfique qu'Aurore. L'animation du prince Philippe a été confiée à Milt Kahl, travail qu'il avait déjà réalisé pour le Prince Charmant de Cendrillon,, mais sous la supervision de John Lounsbery.
Les rois Stéphane et Hubert, pères respectivement d'Aurore et de Philippe, sont des personnages développés par le studio Disney pour en faire des éléments comiques. Toutefois leurs épouses, qui existent obligatoirement, n'ont pas de noms et n'apparaissent que furtivement. Un autre personnage légèrement développé est Lackey, le majordome des deux rois, présent principalement pour l'aspect comique.

#### Flora, Pâquerette et Pimprenelle, les trois fées-marraines
Pour les trois fées-marraines, si les noms de « Flora », « Pâquerette » et « Pimprenelle » leur ont été donnés dès la première version française du film, elles sont appelées « Flore », « Faunette » et « Jolitemps » (traductions littérales de l'anglais Flora, Fauna et Merryweather) dans l'édition de L'Enclyclopédie par le timbre (1958) et Jouvence, Sapience et Bénévole dans les éditions contemporaines des livres Hachette et les livres-disques Disneyland. Dans son no 11 du 13 mars 1959, l'hebdomadaire Ciné Télé Revue use également de traductions littérales pour annoncer la sortie française du film, en baptisant la princesse « Rose de Bruyère » et les trois fées « Flore », « Faune » et « Beautemps ». Enfin, le livre Les Trésors de Walt Disney utilise les noms de « Rayon-de-Soleil », « Belle-Fleur » et « Joie-de-Vivre » pour les trois fées, et « Maugrabine » pour Maléfique. Elles servent à la fois de protectrices à Aurore, principe des marraines-fées, et d'éléments comiques du film. Flora est la plus âgée et celle qui décide en dernier lieu, Pâquerette est la plus mince tandis que Pimprenelle, la plus jeune n'ayant pas de cheveux gris, est la plus ronde des trois. Leurs noms en version anglaise traduisent clairement qu'elles sont des esprits de la nature. Elles ont un passé commun avec Maléfique mais qui n'est pas exposé.
Les instructions de Walt Disney pour le film étaient d'atteindre le réalisme ultime, mais pour les trois fées le graphisme a été plus stylisé, usant du style de la caricature et de l'économie de ligne propre à ce genre. Des versions préliminaires des personnages, voulues par Walt, envisageaient les trois fées semblables, comme les neveux de Donald, mais il n'y avait rien à animer pour les animateurs et une impossibilité de créer des situations comiques entre elles, les transformant en spectatrices,. Mais pour affronter Maléfique, il a été nécessaire de les rendre plus fortes en caractère et en personnalité, au moyen de la caricature. L'animation a été confiée à Frank Thomas et Ollie Johnston. Thomas et Johnston expliquent que c'est lors d'un séjour dans le Colorado qu'un des animateurs a trouvé une femme au caractère proche de celui voulu pour Pâquerette : mince, souriante, clignant des yeux, mais insouciante de ce qu'on pense d'elle. Cette personne a été par la suite fantasmée au point de ressembler à la comédienne Billie Burke. C'est après une remarque de Don DaGradi sur le port des chapeaux par les vieilles femmes, portés plats, que l'apparence des personnages a évolué vers un style plus tendre, mignon, l'image de « la fée du ménage sentant la lavande. »
Jeff Kurty les définit chacune par une forme et une couleur : carré et rouge pour Flora, triangle et vert pour Pâquerette et rond et bleu pour Pimprenelle. Les trois personnages sont plus en rondeurs que les autres, traduisant peut-être leur nature fantastique, des « bulles d'innocence » selon Paul V. Beckley. Frank Thomas étudia les femmes enrobées dans les magasins, principalement au rayon des aliments pour chiens, mais aussi la baby-sitter de son enfant, s'inspirant de leurs mouvements pour animer les trois fées. Elles tentent de donner un semblant de vie de famille normale à Aurore et réussissent à lui faire rencontrer le prince charmant. Pour Michael Barrier, elles assument le même rôle que les nains de Blanche-Neige et les souris de Cendrillon. Une hypothèse de scénario envisageait d'attribuer à chacune un pouvoir spécifique en accord avec son nom anglais : les plantes pour Flora, la faune pour Fauna (Pâquerette) et le temps pour Merryweather (Pimprenelle), mais Walt Disney préféra avoir plus de latitude et jouer sur les situations comiques.
Barbara Luddy, qui incarne la voix de Pimprenelle dans la version originale du film, a également doublé Lady dans La Belle et le Clochard (1955), Mère Lapin dans Robin des Bois (1973) et Grand-Gourou dans Les Aventures de Winnie l'ourson (1977). Afin de rendre compréhensible la scène où Flora se rapetisse, les animateurs ont dû utiliser une forme intermédiaire assez proche d'un tourbillon de lignes.

#### Maléfique et sa suite
Maléfique est une sorcière usant de la magie noire. Eleanor Audley, qui incarne la voix de Maléfique dans la version originale du film, a également doublé la Marâtre dans Cendrillon, et Madame Leota (la femme dans la boule de cristal) dans l'attraction Haunted Mansion des parcs Disney. Sylvie Moreau, qui prête sa voix à Maléfique dans la seconde version française du film, est plus tard la voix de Rita dans la version française d'Oliver et Compagnie (1988). Elle se distingue des précédentes sorcières de Disney par un style, une personnalité plus intense développée comme celle de Cruella d'Enfer pour Les 101 Dalmatiens (1961). Marc Davis a animé les deux personnages, ainsi que le corbeau.
Marc Davis l'a conçu  « comme un vampire géant pour créer un sentiment de menace,. » Grant la décrit comme un personnage  « grand et fin avec un chapeau noir cornu, une longue cape mouvante, un visage méprisant possédant de larges sourcils en arc, un long cou maigre… un visage terrifiant même au repos. » Sean Griffin la décrit comme « une femme asexuée avec des vêtements couvrant l'intégralité de son corps, un visage aux traits forcés et acérés en opposition avec la rondeur et la douceur de ceux d'Aurore, soulignés par du maquillage et des ombres autour des yeux », proche de ce qui a été fait pour la Reine dans Blanche-Neige et les Sept Nains (1937). Pour Davis, dans une interview donnée à A. Eisen, la difficulté de l'animation de Maléfique réside dans ses mouvements : elle lève souvent les bras en préambule et durant ses discours,. Le style d'animation du personnage qui permet de faire apparaître ses sentiments est basé sur le design, la couleur et le spectacle. Sa présence domine chaque scène où elle apparaît. Graphiquement, le personnage est moins traditionnel que le Prince Jean dans Robin des Bois (1973) qui possède, lui, beaucoup de flexibilité tant des traits que de la personnalité. Le style traditionnel aurait réduit l'impact dramatique de Maléfique dont les expressions sont plus figées.
L'une des fées-marraines décrit Maléfique « comme une personne ne connaissant rien à l'amour, à la gentillesse ou au fait d'aider les autres. » Griffin, dans son étude de l'homosexualité chez Disney, associe le personnage à l'image de la drag queen précisant que tous ses mouvements sont exagérés et sont rythmés par la mélodie pleine d'émotion du compositeur homosexuel romantique Tchaïkovski. Grant considère que ses raisons pour lancer une malédiction sur Aurore sont triviales : c'est beaucoup plus simple que le fait de ne pas avoir été invitée à la fête, c'est pour lui une jalousie liée à sa grande force magique, loin au-dessus des autres fées, qui n'est pas reconnue et une excuse pour utiliser cette force malveillante qui la consume.
De par sa taille, sa capacité à se transformer en dragon et la présence de plusieurs sbires, elle semble aussi posséder un pouvoir plus grand. Le corbeau est une extension maléfique du personnage et lui sert d'espion. Pour Thomas et Johnston, le fait que la très puissante sorcière ait besoin d'un corbeau pour pourvoir exercer une activité d'espionnage semble toutefois surprenant. Ainsi, pour eux, sa force est diluée à cause de ses sbires et de son corbeau, ce dernier étant transformé en pierre à la fin du film. Le dessin des sbires est basé sur les gargouilles, figures de l'architecture gothique, mais qui a évolué vers les personnages fantastiques du XXe siècle. Les sbires servent par leur stupidité à créer du comique et à souligner la vilenie de Maléfique.
Marc Davis n'a pas animé Maléfique lors de sa transformation en dragon. Cette partie, l'aspect de dragon de Maléfique, a été supervisée par Ken Anderson, qui est aussi responsable d'Elliot dans Peter et Elliott le dragon (1977),, sous la direction de Wolfgang Reitherman. Cette apparence possède des similarités avec la forme humaine. Pour sa forme de dragon, Eric Cleworth s'est inspiré des crotales : « les mouvements du dragon sont lents et possèdent une grâce reptilienne qui suggèrent de puissants muscles déplaçant un corps vigoureux sur un terrain rocailleux. Le long cou et la tête en forme de flèche pointent avec une fluidité serpentine,. » Il est possible de comparer ce dragon maléfique avec celui plus raffiné et poétique du Dragon récalcitrant (1941) ou celui plus indiscipliné et impulsif qu'est Madame Mim dans Merlin l'Enchanteur (1963). L'animation du corbeau de Maléfique et de ses sbires a été supervisée par John Lounsbery. La scène du hibou Owl transformé en Prince dansant avec Aurore a été animée par John Lounsbery.

## Sortie et accueil

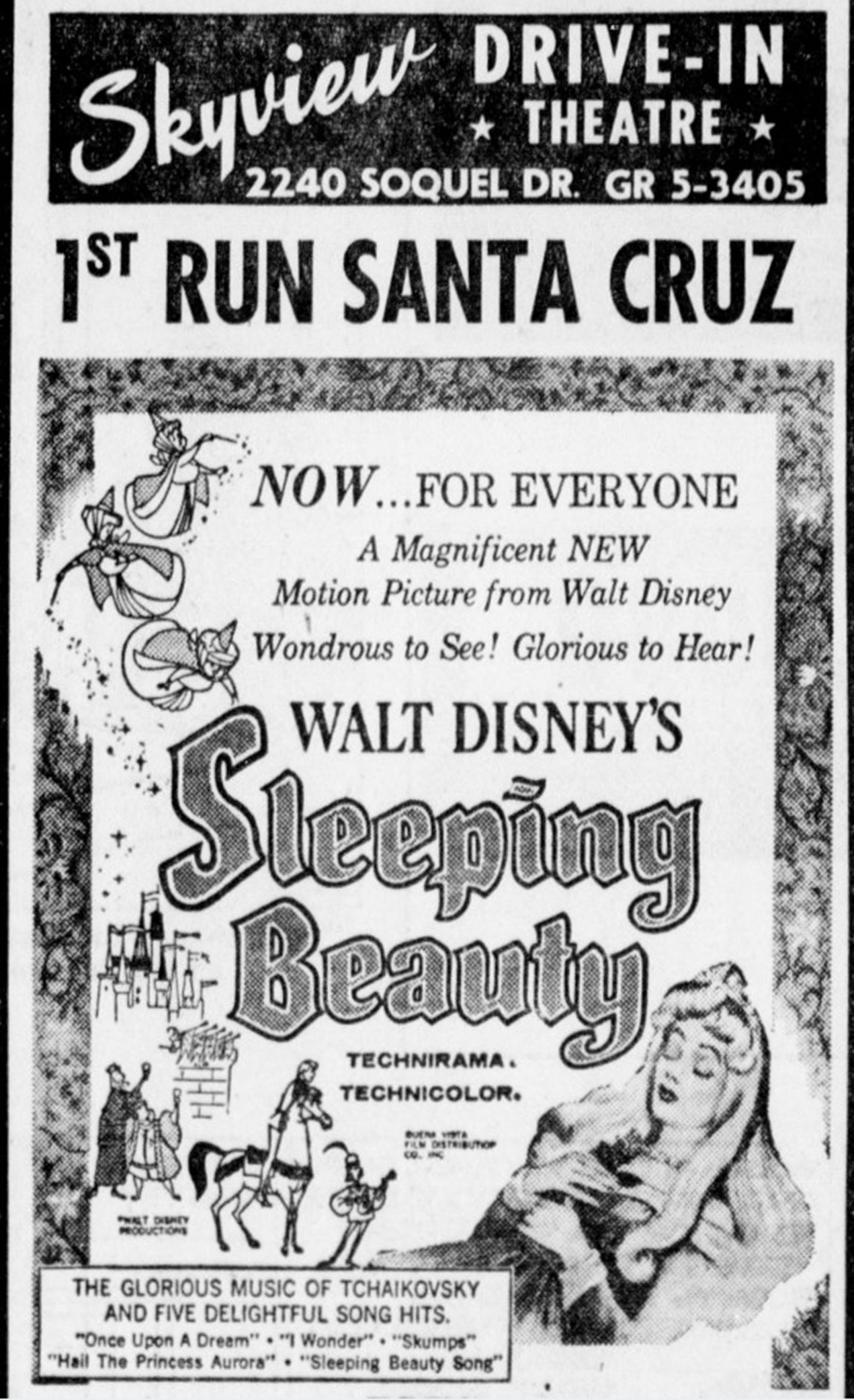
Affiche publicitaire pour la sortie du film d'animation au cinéma, La Belle au bois dormant.

La production et la préproduction du film ont duré six années avec surtout beaucoup d'efforts sur l'utilisation de la caméra multiplane et du format Technirama,. Après trois années de production intensive, le budget du film dépasse les 6 millions d'USD, ce qui en fait le film d'animation le plus cher de l'époque,,,,. Salomon compte quatre années et demie de production. Juste avant de partir pour un long séjour en Europe, Walt Disney visionne le film achevé le 22 août 1958. C'est l'un des rares longs métrages Disney à être réalisé au format 2,55:1 (Super Technirama 70), comme La Belle et le Clochard (1955). Afin de promouvoir le film, le studio a produit un court métrage intitulé The Peter Tchaikowsky Story consacré à la vie de Piotr Ilitch Tchaïkovski et diffusé dans l'émission Walt Disney Presents (sur ABC) du 30 janvier 1959. Dans la même émission était aussi diffusée une visite du studio durant la production de plusieurs films, dont La Belle au bois dormant.

### Produits dérivés et revenus
Une importante campagne publicitaire a accompagné la sortie du film et, dans certaines villes, les places étaient vendues comme un spectacle (ou concert et non comme un film) avec un prix de 2,40 $ à New York ; toutefois les places ne devaient pas être réservées. Le film était vendu comme l'œuvre ultime du studio. De plus, afin de justifier le prix pour ce long métrage de 75 min, un court métrage utilisant lui aussi le Super Technirama 70 était diffusé avec le film, Grand Canyon (1958). Autour de cette sortie, de nombreux produits dérivés, jouets et vêtements, ont été proposés et vendus, une méthode devenue traditionnelle pour Disney. La musique du film a fait l'objet, en 1959, d'une édition en version bande originale mais aussi d'un album de quatorze titres interprétés par une seconde troupe. Un livre-disque avec l'histoire narrée par Mary Martin a aussi été publié au début de l'année 1959, mais enregistré dès 1958, et des extraits ont été édités sous les labels Mickey Mouse Club et Golden Records.
Le film récolte à sa sortie aux États-Unis une somme qui permet de compenser le budget de production et reste bienvenue pour les finances du studio mais assez faible, près de 5,3 millions d'USD selon Maltin, 7,7 millions d'USD selon Grant. Mais Maltin note qu'il a fallu, pour atteindre cette somme, proposer des places à un prix presque doublé par rapport aux précédents films et que le long métrage en prise de vue réelle Quelle vie de chien !, sorti deux mois plus tard, a été produit pour moins d'un million de dollars et a récolté neuf millions d'USD avec un prix normal pour les places.
Charles Salomon évoque, quant à lui, une perte d'un million de dollars pour la sortie initiale. Pour le studio, l'année 1959 marque ainsi le premier résultat financier négatif depuis dix ans, principalement à cause du coût de production de La Belle au bois dormant. La filiale Buena Vista Distribution annonce une perte de 900 000 USD.
En outre, l'accueil du film est caractérisé par un manque d'enthousiasme. Toutefois, le studio est agréablement surpris quand, cette même année 1959, la musique du film est sélectionnée pour l'Oscar de la Meilleure adaptation pour un film musical.

### De nombreuses critiques dès la sortie
Les choix techniques très élaborés et coûteux ont été critiqués et Disney a dû faire face plusieurs fois à des questions sur l'ambition du film, vue comme une tentative de reproduire la réalité et un sommet du non-art. La somme dépensée en production, plus de 6 millions, a été jugée scandaleuse et pour Dave Smith en fait « l'un des films de Disney les plus coûteux et extravagants »,. La polémique a été telle que le film a été jugé « survendu et de second rang. » Maltin indique l'année précédente que le film Lueur dans la forêt avait reçu des critiques mitigées marquées par la première franche opposition pro-/anti- Disney. Grant s'interroge sur le mauvais accueil du film, indiquant qu'il est depuis difficile de comprendre la haine qu'il a suscitée à l'époque chez certains critiques.
La critique britannique C. A. Lejeune de l'Observer écrit que, depuis Blanche-Neige, la technique du studio s'est incontestablement améliorée mais, à regret, l'imagination n'a pas suivi,. Le film n'a pas eu un énorme succès initial, comparable à Blanche-Neige et les Sept Nains (1937) mais, à travers ses nombreuses ressorties, il reste l'un des classiques de Disney. Bob Thomas considère que le film manque de la touche d'humour et de la personnalité que Walt savait d'habitude donner à ses films.
Bob Thomas écrit que le film a été un coûteux échec et que Walt expliqua « qu'il s'était senti piégé, avait dépassé un point de non-retour. » D'après Michael Barrier, Walt Disney a rapidement analysé le mauvais résultat du film, non pas comme une conséquence de sa moindre implication mais comme un crépuscule pour l'animation au sein du studio. Maltin ajoute que le mauvais résultat de La Belle au bois dormant confirme pour le studio que les contes de fées ne sont plus un format de film viable et que, même si les longs métrages d'animation sont toujours possibles, il faut s'adapter aux nouvelles attentes du public : des histoires sur les enfants, les chiens et autres animaux. Le film marque donc un tournant dans les productions du studio, la fin des variations sur les thèmes de contes de fées. Quelque temps avant, le studio a connu d'importants succès avec des séries télévisées telles que Davy Crockett (1954-1955) et Zorro (1957-1961) ou des films sur la guerre de Sécession comme L'Infernale Poursuite (1956). En conséquence, le studio réduit ses effectifs, licenciant des animateurs ayant 20 ou 30 ans de carrière alors qu'ironiquement, selon Barrier, les années 1950 marquent le début d'une modeste célébrité pour les animateurs dont les Neuf Sages. Pour Robin Allan, le film est avant tout un support pour la promotion du parc Disneyland.
Après la sortie de La Belle au bois dormant et alors que la production des 101 Dalmatiens (1961) s'achève, une partie des animateurs encore au studio, plusieurs ayant rejoint WED Entreprises, entame un film nommé Chantecler fondé sur le personnage éponyme du Roman de Renart mais, dès le 24 août 1960, Walt Disney met en doute la possibilité de donner une personnalité à un coq. Malgré quelques réunions au sujet de Chantecler les semaines suivantes, le film n'est jamais achevé. Fin 1965, une nouvelle édition phonographique narrée par Robie Lester et accompagnée d'un livret de 34 pages est sortie chez le label Disneyland Records.
Le film La Belle au bois dormant est ressorti en 1971 et, loin des polémiques de 1959, est devenu un classique de Disney. Dans la presse, la nouvelle sortie du film a été jugée plus divertissante que toutes les productions de l'époque, cinématographiques et télévisuelles. Toutefois, le film reste mal perçu. En 1978, Thomas A. Nelson écrit dans Film Literature Quarterly : « Maléfique et son bestiaire fournissent une présence extrêmement sombre et menaçante. » Il ajoute que « sa force maléfique réside essentiellement dans ses sbires sinon elle ressemble beaucoup à la Reine-sorcière de Blanche-Neige et les Sept Nains. »
Au début des années 1990, avec la sortie du film en vidéo, support inexistant lors de la production, et à l'instar de Peggy Lee pour La Belle et le Clochard (1955), Mary Costa, interprète d'Aurore, a poursuivi avec succès le studio pour obtenir des dédommagements sur les revenus de la vente des cassettes.

## Analyse

### Critiques cinématographiques
Jerry Beck énonce deux points de vue au sujet du film : le premier, « La Belle au bois dormant est le dernier grand classique de Disney », s'oppose à un deuxième plus critique, « le film est une œuvre surfaite dessinée avec style mais tristement courte au niveau action et scénario. » Pour Christopher Finch, le film a été conçu avec de grands espoirs, comme le plus spectaculaire des longs métrages d'après-guerre, mais a fini en désastre. Pour Charles Salomon, La Belle au bois dormant avec Blanche-Neige et les Sept Nains et Cendrillon marquent chacun « une étape des capacités des artistes du studio à animer de manière convaincante une jeune femme et une histoire autour d'elle. » Frank Thomas et Ollie Johnston indiquent que le film permet aux artistes non animateurs de sortir un peu de l'ombre, principalement le styliste en couleur Eyvind Earle.
C'est le second point de vue qui semble majoritaire à la sortie du film et les auteurs de critiques cinématographiques. Pour Steven Watts, le film est un « tour de force technique qui peut attirer les adultes mais possède une rigueur émotionnelle et un faible intérêt féerique. » Pour Michael Barrier, le faible succès du film est une preuve que, pour l'entreprise Disney, l'animation n'est qu'un pis-aller. Il ajoute que le projet du film était maudit dès le début, et peut être vu comme une « relique malchanceuse d'une très lointaine période du studio Disney. » Walt Disney lui-même chercha par la suite à éviter « l'emphase esthétique » qu'il jugeait responsable du mauvais résultat du film, ce qui s'est ressenti lors du développement de Chantecler. Michael Barrier écrit que le style graphique d'Eyvind Earle, majoritaire dans le film, est à l'opposé de celui de Mary Blair, principal style des productions du studio durant la décennie 1940. Sa manière manque de chaleur et de charme. Earle a quitté le studio en mars 1958 après que Clyde Geronimi a pris en charge le projet, à la place d'Eric Larson.
Pour David Whitley, La Belle au bois dormant est avant tout la seconde adaptation de contes de fées reprenant le "territoire" ouvert par Blanche-Neige dans les années 1930 et tout comme Cendrillon, La Belle au bois dormant est clairement un dérivé de Blanche-Neige. Bob Thomas écrit que les deux films se ressemblent beaucoup, en mettant en cause les contes originaux avec leurs héroïnes placées dans des situations similaires. Paul Beckley, dans le Herald Tribune, écrit même que « Disney imite Disney,. » Pour Robin Allan, La Belle au bois dormant n'innove que dans le graphisme et la présentation technique, le reste provenant des productions précédentes.
Thomas considère que la critique moyenne du film consiste à dire que c'est un film pauvre, très proche de Blanche-Neige sans l'être. Il précise toutefois que la population ayant vu La Belle au bois dormant avant Blanche-Neige est souvent déçue par le second, qui ne comble par leurs attentes. Pour Finch et Schickel, il faut voir La Belle au bois dormant comme la preuve que les contes de fées sont du passé, alors que La Belle et le Clochard est une nouvelle direction pour le studio,. Pour David Koenig, La Belle au bois dormant marque la fin du « Second âge d'or » du studio,.

#### Trop de détails et des personnages bancals
Pour Bob Thomas, les personnages de La Belle au bois dormant vont un cran plus loin et sont plus imaginatifs que ceux de Blanche-Neige et les sept nains. De nombreux éléments présupposent par ailleurs un monde plus fantastique, tels les sbires de Maléfique. Pour Ollie Johnston et Frank Thomas, les animateurs ont dû modifier le dessin des personnages pour s'adapter aux décors, à l'inverse des précédentes productions. Leonard Maltin écrit que les  « détails s'empilent sur les détails dans des arrière-plans sans fin. » Ces propos sont repris par Richard Schickel qui ajoute que  « comme dans La Belle au bois dormant, les détails s'empilent sur les détails, les effets spéciaux aux effets spéciaux enterrant l'histoire sous ce poids, … à la sensibilité limitée, un style qui œuvre à recréer les mouvements de manière trop réaliste. » Maltin indique que plusieurs critiques ont jugé le film « oppressant », mais considère le terme inadéquat et lui préfère la « lourdeur. » Selon Maltin, le film est  « lourd en termes d'efforts fournis pour construire l'aspect visuel. Comme divertissement, il avance de manière rapide avec une telle abondance d'humour, romance, chanson et suspense artistiquement entremêlés qu'aucun n'est disproportionné. » Pour Adrian Bailey dans Walt Disney's World of Fantasy (1982), « le côté artistique de cette période est moins sensible et n'arrive pas à offrir la qualité magique pour un conte de fée mais est excellent pour Le Livre de la jungle (1967), Les 101 Dalmatiens (1961) ou les séquences d'animation de Mary Poppins (1964). »
Pour Finch, certains personnages sont bien conçus, comme Maléfique et son armée de goules ou les fées marraines très divertissantes. Mais son avis n'est pas majoritaire. Jerry Beck résume les personnages ainsi :  « Tout le film n'aurait pas été problématique si les fées-marraines avaient été plus drôles, si Philippe n'était pas un prince de cartoons, si la princesse Aurore n'était pas qu'une jolie blonde attendant dans la forêt le prince de ses rêves, si Samson, le cheval du Prince n'était pas plus remarquable que son cavalier, seule la sorcière Maléfique, animée par Marc Davis est un peu plus qu'une variation de la Reine d'Art Babbitt de Blanche-Neige. » Whitley constate que, comme pour Cendrillon (1950), la jeune fille et sa belle-mère ou son substitut n'ont aucune interaction directe au début du film. Les trois princesses, Blanche-Neige, Cendrillon et Aurore, sont toutes des archétypes de la princesse de contes à sauver, des héroïnes passives, particulièrement douées pour les tâches ménagères, assistées par des animaux. Bob Thomas s'interroge sur le fait qu'Aurore tombe amoureuse au premier regard du prince car, si elle a obéi à ses marraines, Philippe doit être le premier garçon de son âge qu'elle rencontre. Charles Solomon considère malgré tout, en 1989, qu'Aurore est la plus belle des princesses de Disney,. Finch rejoint les autres auteurs sur Aurore et le Prince : les deux héros sont le summum du personnage creux dont les éléments les constituant proviennent uniquement de clichés. Pour Johnston et Thomas, la scène des fées pleurant sur Aurore endormie, semblant morte, ne possède pas les ingrédients qui auraient pu en faire une scène d'émotion forte, comme peut l'être la mort de la mère de Bambi. Robin Allan trouve les visages des personnages loin de la caricature ou de l'anthropomorphisme, plutôt des « cartons stéréotypées. » Allan écrit qu'Aurore est particulièrement insipide et que le personnage réellement mémorable est la fée Maléfique.
Le personnage majeur du film est donc avant tout la méchante sorcière Maléfique. Pour Sean Griffin, Maléfique, à l'instar de la Reine de Blanche-Neige ou de la marâtre dans Cendrillon (1950), est représentée par les grands mouvements de sa cape tombant sur le sol et ses poses de divas. Allan ajoute que c'est Maléfique qui, lorsqu'elle survient, donne vie au film. Elizabeth Bell considère que le studio a créé un "message corporel mitigé" en utilisant des danseuses filmées pour créer les personnages de jeune fille de Blanche-Neige, Cendrillon et d'Aurore, ce qui leur donne l'aspect dur, strict et discipliné d'une danseuse en plein effort. Elizabeth Bell ajoute que l'héroïne Disney, quand elle est modelée d'après une danseuse, est souvent accompagnée d'un partenaire masculin vide, creux. Schickel considère que le mauvais résultat est en partie dû à l'absence de « petit personnage à aimer pour le public ou pour lui dire comment réagir à ce qu'il voit. »
Michael Barrier considère que la faible présence de Walt Disney a permis aux animateurs de faire des choses que Walt aurait interdites vingt ans plus tôt, comme la scène du Prince dansant avec son père - un roi obèse - et le faisant virevolter sans effort apparent. Il évoque aussi une impossibilité de refaire un Blanche-Neige lié aux décors d'Eywind Earle. Barrier décrit les décors d'Earle comme des peintures ayant une clarté forte, presque hallucinatoire, mais sans émotion malgré de très nombreux détails qui entrent en conflit avec les personnages, leurs costumes, leurs couleurs et leurs émotions, comme l'a confirmé Frank Thomas dans The Illusion of Life.

#### Images populaires
Douglas Brode considère que le thème central du film est le mariage, puisqu'il débute par l'annonce d'un mariage arrangé et finit par un mariage d'amour. L'âge reculé à 16 ans pour l'endormissement d'Aurore permet, selon Brode, au personnage d'avoir un comportement plus d'adolescent, d'opposer la loyauté enfantine et les instincts adultes. Brode ajoute que pour les trois princesses, Blanche-Neige, Cendrillon et Aurore, la jeune fille ne sait pas qu'elle est tombée amoureuse du prince. L'image des fuseaux brûlés serait, d'après Brode, l'interprétation Disney d'une bonne idée masculine, drastique mais infructueuse. Pour Janet Wasko, il existe deux modèles d'héroïnes chez Disney, l'ancien avec Blanche-Neige, Cendrillon ou Aurore et le moderne avec Ariel, Belle ou Jasmine. Cependant, les deux modèles conservent la notion d'absence d'au moins un des parents. Elle ajoute qu'Aurore reprend la notion de héros/héroïne ayant une famille incomplète ou éloignée. Brode ajoute que la jeune femme choisit par elle-même son destin, à l'inverse des héroïnes des Grimm ou Perrault. Pour Lynda Haas, Elizabeth Bell et Laura Sells, le film reprend « l'iconographie Disney d'un roi », à savoir « un personnage petit, rondelet, chauve et un porte-couronne vide et emporté » caractérisé par la réplique du film « Vous, le vieux sac à vent pompeux » aussi présente dans Le Livre de la jungle (1967). Le film reprend aussi les images populaires de la « femme fatale » et de la grand-mère parfaite,. Ce type de personnage perdure dans les productions suivantes.
Mark Pinsky, dans son étude sur la religion chez Disney, considère La Belle au bois dormant comme une preuve supplémentaire que chez Disney « l'amour véritable conquiert tout : la méchanceté pure, les différences de classe et les notions de mariage médiévales » ainsi qu'un élément que le film partage avec Blanche-Neige et Pinocchio, « une promesse éternelle de résurrection ». Barrier ajoute que la scène finale évoque les allégories chrétiennes avec l'épée scintillante comme la croix. Ada M. Fan, dans une thèse de 1975 à Harvard, décrit les trois fées comme une trinité de la Mère Nature ayant l'apparence et étant l'archétype de la parfaite marraine anglo-américaine. Elles possèdent une aura mythologique et peuvent être vues comme les Trois Grâces, Flora offrant la beauté et Pâquerette le chant. Mark Andrews, collègue de Pinksy au Orlando Sentinel, rapproche l'épée du prince qui, lorsqu'il transperce le dragon, ressemble à une croix et est auréolée de lumière, à l'Épître aux Éphésiens lorsque Paul demande aux Chrétiens de « revêtir toutes les armes de Dieu, afin de pouvoir affronter les ruses du diable. » Dans le film, la magie est la force active, à la fois pour le bien et le mal, et des images du symbolisme chrétien apparaissent aux moments critiques. Avec La Belle au bois dormant, c'est selon Pinsky, la dernière utilisation par Disney du motif de la résurrection par le biais d'un baiser interrompant un sommeil léthargique. Brode confirme ce point de vue et évoque une notion de "nouvelle-seconde vie", caractéristique chez Disney.
Brode fait un parallèle entre la Princesse Aurore et la boîte de Pandore : toutes deux ouvrent, en raison de la curiosité, une boite ou une pièce qui fait basculer leur monde. Brode note que Disney renforce la forte présence féminine dans le film, même à travers des gags comme deux fées proposant le bleu ou le rose pour la robe de mariée ou les personnages masculins au mieux en demi-teinte. Les deux fées poursuivent même leur combat magique pour la couleur de la robe alors que le couple danse et s'envole dans les nuages. Brode note que la phrase « Et ils vécurent heureux… » est absente de la fin du film, comme une forme de détachement du conte de fée. Pour Brode, avec ce troisième volet des Princesses, le studio Disney transforme la vieille vision patriarcale des contes de fées en des fables féministes contemporaines. Pour Brode, à l'instar de Blanche-Neige et Cendrillon, La Belle au bois dormant est « un commentaire noir et profond de la vie contemporaine », paraphrasant Robin Wood (en) à propos d'Alfred Hitchcock.
Bruno Girveau, dans une section sur l'architecture, explique que l'image du château de La Belle au bois dormant de Disney supplante dans l'esprit du public celle des véritables édifices ayant servi de modèles ou d'inspiration par son architecture de rêve. David Whitley étudie la présence de la nature chez Disney et considère que, comme Cendrillon, La Belle au bois dormant reprend les conventions pastorales (bucoliques) de Disney, développées dans Blanche-Neige mais dans un style plus conventionnel. Lorsqu'Aurore chante avec les oiseaux dans la forêt, elle « s'apparente à une lignée de paysans innocents avec un pédigré noble qui remonte à la Renaissance et au-delà aux auteurs classiques. » La réponse des oiseaux fait écho à l'image développée par Edmund Spenser dans Epithalamion (1595) où « tous les arbres répondent et ton écho chante. » La relation d'Aurore avec la nature s'établit dès le début avec son prénom lié au phénomène solaire matinal et sa chanson évoque un printemps perpétuel. Les trois fées-marraines d'Aurore portent des noms de fleurs et elles la cachent dans la forêt, dans un chalet qui semble construit autour d'un arbre. Cette maison, comme dans Blanche-Neige, est une retraite campagnarde qui sert de base idéalisée pour la narration. La Belle au bois dormant possède une imagerie liée à la nature sauvage plus riche que Cendrillon mais reste en deçà de la complexité émotionnelle et d'éléments de Blanche-Neige. Les animaux et plantes sont essentiellement des supports pour dépeindre les émotions humaines et non des éléments interagissant avec ou au même titre que les personnages.

#### Une scène finale mémorable
Pour Bosley Crowther du New York Times « le combat [final] est le plus bruyant et le plus effrayant élément qu'il [Disney] ait jamais mis dans un de ses films… la question est de savoir s'il a raté le film qui devait être un divertissement pour enfants. » Maltin développe les propos de Crowther. Pour lui, les flammes du dragon entourant le Prince sur un écran Technirama avec une musique électrisante de Georges Bruns inspirée de Tchaïkovski peuvent provoquer une intense émotion auprès des plus jeunes ou des adultes (de l'époque). Douglas Brode trouve que la scène est trop « féminisée » car, sans l'aide des trois fées, le Prince ne se serait jamais échappé du donjon de Maléfique. Pour Beck, la scène est truquée et Philippe ne fait que de la figuration, ce que Brode confirme, car selon eux, ce sont les fées-marraines qui ont libéré le prince en brisant ses chaînes, puis l'ont armé et aidé à chaque instant, bâtissant un pont pour franchir les douves, avant d'enchanter son épée qui terrasse le dragon,. Brode poursuit son analyse sexuellement orientée en trouvant que le baiser du Prince subjugué par la beauté d'Aurore est « une forme de victimisation sexuelle de la femme par un homme obsédé par sa beauté physique au détriment de sa personnalité. »
Toutefois pour Maltin, le problème n'est pas la peur durant la scène finale mais le fait qu'elle arrive très tard dans le film dont le rythme est très lent, à la limite du supportable. Jerry Beck écrit qu'il ne se passe rien avant les 15 dernières minutes du film. Pour Maltin, le reste ne compte presque aucun élément narratif excitant et les éléments comiques ne risquent pas de faire rire aux éclats un jeune bambin. La comédie n'est pas basée sur des créations particulières comme les nains dans Blanche-Neige ou les souris de Cendrillon et les fées ne sont que de « pâles substituts. » La scène de la robe d'Aurore conçue par les fées peut plaire aux jeunes filles mais pas aux garçons, à l'inverse la scène de combat final avec sa débauche de feu peut plaire aux uns mais pas aux autres. Côté musical, il n'y a « pas de ritournelle entraînante comme le Heigh-Ho des nains pour ravir les enfants ». Maltin résume ses propos en déclarant que le film est très bien mais plus pour un public adulte que pour les plus jeunes.

### Correspondance avec le ballet de Tchaïkovski

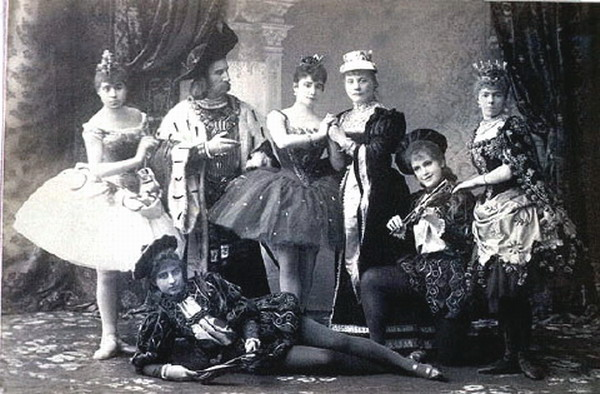
Première représentation du ballet de Tchaïkovski au Théâtre Mariinsky le 15 janvier 1890.

L'adaptation musicale réalisée par George Bruns pour ce film d'animation possède plusieurs éléments de correspondance avec le ballet de Piotr Ilitch Tchaïkovski La Belle au bois dormant.
Principaux points de correspondances entre le livret du ballet et les scènes du film
- Prologue
  - Ouverture, andantino (thème de la fée des Lilas) : Début du film (ouverture du livre de contes) et scène de la vision, dans le cachot du prince.
  - no 1 Marche : Chœur du baptême.
  - Variation no 3 de la fée Candide : Retour de la princesse au palais, à ses seize ans.
  - Variation no 4 de la fée Canari-qui-chante : Arrivée des trois fées au baptême.
  - no 4, finale : Sortie du cachot, combat contre les sbires de Maléfique, et la fête chez Maléfique après la capture du prince.
- Acte I
  - Scène 5 Colère du roi (mesure 153) : Le prince dans la forêt d'épines.
  - Moderato con moto : Arrivée de la princesse dans sa chambre, au palais.
  - no 6 Valse, thème principal : chanson C'était vous (ou J'en ai rêvé). La fin du thème a été remaniée. Il sert également de leitmotiv pour évoquer l'amour d'Aurore et de Philippe. Thème secondaire mesure 144 : chanson Le Monde (ou Je voudrais).
  - Danse des demoiselles d'honneur et des pages : Préparation manuelle du gâteau et de la robe.
  - Coda de la danse d'Aurore : Thème choral des dons des fées ; c'est l'un des seuls thèmes à avoir été profondément remanié, notamment par un grand ralentissement du tempo.
  - no 9 Finale : Les allées et venues des fées entre le château et la chaumière.
    - Mesure 60 : Thème glissé dans la fin du combat contre le dragon : ce thème sera glissé dans l'apparition de Madame Mim sous forme de dragon dans Merlin l'Enchanteur, dont George Bruns a également composé la musique.
    - Mesure 69 : Scène des rouets brûlés.
    - Allegro vivo : Le combat contre le dragon.
- Acte II
  - Premier tableau : Une paraphrase en a été tirée pour illustrer la chevauchée de Philippe avant et après sa dispute avec le roi Hubert.
  - Entr'acte symphonique et scène, andante misterioso : Les trois fées arrivent chez Maléfique.
- Acte III
  - Mesure 111 : La fuite du prince de son cachot, poursuite du corbeau par Pimprenelle.
  - Variation no 2 de la fée d'Argent : Thème des fées préparant la robe et le gâteau grâce à la magie. Le film utilise des variations successives du thème, après son exposition, et le thème sert aussi de leitmotiv pour évoquer les fées.
  - no 24 Pas de caractère : le Chat botté et la Chatte blanche : Thème de Maléfique, qui est utilisé comme leitmotiv tout au long du film. On notera que ce thème n'a rien à voir avec celui de la fée Carabosse, dans le ballet.
  - no 25 Pas de quatre : les vocalises d'Aurore dans la forêt. La voix originale de Mary Costa a été conservée dans les deux doublages français.
  - Apothéose : Descente de l'escalier royal par Aurore et Philippe.

## Adaptations et produits dérivés
- Aurore fait partie des « Princesses Disney », une classification controversée puisqu'elle ne regroupe que huit personnages des dessins animés Disney.

### Littérature et cinéma
- Poursuivant le principe entamé avec Blanche-Neige, le studio a publié l'histoire du film sous la forme de bandes dessinées. Le site INDUCKS recense deux histoires de La Belle au bois dormant publiées toutes deux au moment de la sortie du film. La première publication se présente sous la forme d'un comic publié en avril 1959 avec des dessins de Al Hubbard présentés sur 3 bandes par pages[160]. La seconde publication est un autre comic publié en mai 1959 avec les dessins de Julius Svendsen présentés sur 4 bandes par pages[161].
- Maléfique apparaît dans Mickey, le club des méchants (2002)[94]. Équipée de sa canne magique et assistée de son corbeau, elle a servi de modèle pour Jafar, muni de sa baguette-serpent et secondé par son perroquet, dans Aladdin (1992). Elle a aussi servi de modèle pour la reine Narissa dans le film Il était une fois (2007)[162].
- Le roman de Dan Brown Da Vinci Code fait référence au film comme allégorie de la recherche du Saint Graal.

### Télévision
- Les personnages d'Aurore et de Maléfique apparaissent dans la série Once Upon A Time.

### Dans les parcs Disney

Le Château de la Belle au bois dormant de Disneyland.

- La Belle au bois dormant a été réalisé tandis que Walt Disney construisait Disneyland à Anaheim (Californie). Pour aider à promouvoir le film, les concepteurs ont présenté le château qui trônait au centre du parc comme étant celui d'Aurore[163].
- De 1971 à 1997, un restaurant nommé King Stefan's Banquet Hall, du nom du père d'Aurore, était installé au premier étage du Château de Cendrillon au Magic Kingdom en Floride[164] ; afin de corriger cette erreur, il a été rebaptisé Cinderella's Royal Table le 28 avril 1997[165].
- Depuis son ouverture en 1992, le Parc Disneyland français possède sa propre version du château de La Belle au bois dormant. Il est le plus proche des œuvres d'Eyvind Earle avec ses vitraux, ses piliers en forme d'arbres, ses arbres carrés et ses rochers anguleux[166]. Au premier étage du château, les visiteurs peuvent admirer une galerie qui retrace l'histoire du film grâce à des vitraux, des tapisseries et des sculptures. Sous le château, il est également possible de visiter la grotte du dragon, représenté par un animatronique.
- Dans celui de Hong Kong Disneyland, qui a ouvert ses portes en 2005, le château ressemble plus à celui de Disneyland-Anaheim qu'à celui du Parc Disneyland.
- La princesse Aurore, ainsi que le prince Philippe et Maléfique font de régulières apparitions dans tous les parcs et les parades.

### En jeux vidéo
- L'héroïne du film est une des sept Princesses de Cœur dans le premier opus du jeu vidéo Kingdom Hearts et Maléfique, accompagnée de son corbeau, est une méchante sorcière dans le même jeu et ses deux suites. Flora, Pâquerette et Pimprenelle, elles, apparaissent dans Kingdom Hearts 2 où elles donnent de nouveaux habits à Sora. Le monde de la Princesse Aurore, la Belle au bois dormant, apparaît dans Kingdom Hearts: Birth by Sleep, dans l'histoire de Terra : Terra vole malencontreusement le cœur de la princesse Aurore, la Belle au bois dormant, pendant son sommeil ; dans l'histoire de Ven : celui-ci récupère le cœur volé ; et dans l'histoire d'Aqua : Aqua s'allie avec le prince Philippe pour sauver la princesse Aurore, la Belle au bois dormant.

### En bandes dessinées
Outre les adaptations en bandes dessinées, dès 1959 par Al Hubbard, la Belle au Bois Dormant apparaît souvent depuis le milieu des années 2000 dans les magazines pour petites filles de la série « Princess ». Les histoires sont produites en Italie où la série s'appelle Principesse.